# Уэстли, Хелен
Хелен Уэстли (англ. Helen Westley, 28 марта 1875 — 12 декабря 1942) — американская актриса.
Уэстли была членом совета «Театральной гильдии» и участвовала во многих её постановках, среди которых «Пигмалион», «Цезарь и Клеопатра», «Майор Барбара», «Тележка с яблоками» и многих других. На Бродвее она сыграла в двух пьесах, которые уже после её смерти стали известными мюзиклами «Оклахома!» и «Карусель».
Уэстли также много снималась в кино в комических и драматических ролях, среди которых «Смерть берёт выходной» (1934), «Роберта» (1935), «Плавучий театр» (1936), в котором она заменила отказавшуюся от роли Эдну Мэй Оливер, «Все это и небо в придачу» (1940) и многих других.
В 1900 году Хелен Уэстли вышла замуж за Джона Уистли, с которым развелась двенадцатью годами позже. Умерла в деревне Мидделбуш в штате Нью-Джерси в 1942 году.

## Избранная фильмография
- Девушка на миллион (1941) — Миссис Головэй
- Санни (1941) — Тётя Барбара
- У Адама было четыре сына (1941) — Кузина Филлиппа
- Всё это и небо в придачу (1940) — Мадам ЛэМэр
- Лиллиан Расселл (1940) — Бабушка Леонард
- Рэгтайм Бэнд Александра (1938) — Тётя Софи
- Ребекка с фермы Саннибрук (1938) — Тётя Миранда Уилкинз
- Я заведу роман (1937) — Мадам Дэлла
- Хейди (1937) — Анна
- Банджо на моём колене (1936) — Бабушка
- Ямочки (1936) — Миссис Кэролин Дрю
- Плавучий театр (1936) — Партения «Парти» Хоукс
- Роберта (1935) — Роберта/Тётя Минни
- Смерть берёт выходной (1934) — Стэфани
- Дом Ротшильдов (1934) — Гудула Ротшильд